# Xəqani Məmmədov
Xəqani Məmmədov (in russo Хагани Нуреддин оглы Мамедов?, Chagani Nureddin og'y Mamedov; Masis, 29 settembre 1976) è un ex calciatore azero, di ruolo attaccante.

## Carriera

### Club
Ha sempre giocato nella massima serie del proprio paese con varie squadre, tranne il biennio 2002-2004 nella seconda serie iraniana con il Mashin Sazi Tabriz.

### Nazionale
Debutta nel 1997 con la Nazionale azera, giocando fino al 2008 un totale di 21 incontri.